# Thomas Cunninghame
Thomas Cunninghame, född 1 april 1691 i Stockholm, död 23 augusti 1759 i Karlskrona, var en svensk militär.
Thomas Cunninghame var son till kryddkrämaren Thomas Cunninghame (1642–1697) och Ester Hajock. Fadern hade inkommit 1659 till Stockholm från Skottland och modern var dotter till borgmästaren i Jönköping och en svensk adelsdam. Fadern avled genom drunkning när Thomas Cunninghame var sex år. 1710 blev han hantlangare vid Artilleriet, 1713 styckjunkare där och fyra år senare underlöjtnant vid Fältartilleriet. 1718 upphöjdes han till löjtnant, 1726 fyrverkarelöjtnant, och 1729 återkom han till Artilleriet som löjtnant. Sedan han 1734 blivit kapten där, blev han 1742 tygmästare vid Artilleribataljonen i Finland och året därpå vid Artilleriet i Stockholm. År 1748 blev han överstelöjtnant.
År 1747 naturaliserades Cunninghame som svensk adelsman och hans ätt introducerades samma år på nummer 1898. Året därefter blev han riddare av Svärdsorden. 1756 invaldes han i Vetenskapsakademien. Han fick rangen av överste 1757, men avled två år därefter. Ogift och barnlös slöt han själv sin adliga ätt.
Cunninghame var mycket kunnig om krutbruk och förbättrade det svenska styckebruket.